# A Tündéri keresztszülők szereplőinek listája
A Tündéri keresztszülők (Angyali keresztszülők) című rajzfilmsorozat szereplőinek listája.
A rajzfilmet a KidsCo, a Nickelodeon és a Disney Csatorna vetíti, más szinkronnal. A Disney Csatorna szinkronhangjai megegyeznek a KidsCo hangjaival, kivéve Tim Turneré, az övé a Nickelodeonos változatban van feltüntetve az oldalon.

## Főszereplők
Timmy Turner (Stukovszky Tamás/Kardos Bence)
A történet főszereplője, Timmy (a magyar szinkronban korábban csak Tim), akinek élete szenvedés. Egy átlagos kölyök, akinek egy napon tündéri keresztszülei lesznek. Titokban kell tartania, mert ha bárkinek elárulja, eltűnnek. 10 éves és úgy érzi, ő az egyetlen normális ember a Földön.
Chloe Carmichael
A 10. évadtól a történet állandó főszereplőjévé válik, ugyanis Tündérországban már nincs kit mellé osztani, így Timmy-nek osztoznia kell vele. Bár Chloe tökéletes, mégis, amikor mindig jót akar akkor mindent elront. Chloe ellentétben Timmy-vel jó tanuló, okos, ám képes Timmy-hez hasonlóan bajt keverni.
Cosmo Cosma (Markovics Tamás/Gáspár András)
Cosmo az egyik keresztszülője Timmynek. Ő elméletileg az úr a háznál, de valójában elég esztelen és optimista. Cosmo még a legnagyobb bajban sem ideges, sokkal inkább a veszélytelenebb helyzetekben.
Wanda Fairywinkle (Náray Erika – mindkét szinkron)
Wanda, igaz ő az "asszony", mégis ő az ész. Mindig átnézi a szabálykönyvet minden kívánságnál, ellentétben szórakozott férjével, Cosmóval. Nagyon retteg anyósától, aki állandóan meg akar szabadulni tőle.
Poofi/Csiribú
Wanda és Cosmo gyereke, aki a 6. évadban születik meg a Tündéri Kereszttesó c. részben. Timmy testvérévé válik. Az újszülött tündér különleges képességekkel rendelkezik: ha nevet, jó dolgok történnek, ha sír, rossz dolgok történnek, ha csuklik, természeti katasztrófák keletkeznek, ha böfög, villámlik, ha pedig szellent, akkor minden visszatér a normális kerékvágásba. Pufi a csörgőjével kordában tudja tartani a varázserejét. Fiú, mert szeret vízipisztolyozni, továbbá szeret Timmyvel játszani, de alkalmanként bajba keveri Timmyt. A 6. évadban legtöbbször Pufinak hívják, majd a későbbiekben már Csiribúnak.

## A Turner család többi tagja
Timmy Turner apja (Juhász György – KidsCo szinkron; Németh Gábor -Nickelodeon szinkron)
Timmy apukájának hivatalos neve is ez, fura okokból. Optimista, szereti az autóját és szinte már nem is törődik fiával. Kevesebb esze van, mint fiának, és nagyon sokszor hagyja el a házat. Ha Vicky nem lenne, egész nap Timmyt filmezné.
Timmy Turner anyja (Orosz Anna – (KidsCo szinkron )
Mrs. Turner is optimista, habár jóval több ész jutott neki, mint férjének, viszont ő jobban szeret elegáns helyekre menni és otthon hagyni Timmyt.
Turner nagyapa (Szokolay Ottó – Nickelodeon szinkron)
Ő Timmy nagyapja, aki egyedül egy epizódban, a "Régi szép idők"-ben jelenik meg. Nem szereti a régi dolgokat, viszont imádja a régi rajzfilmeket. Miatta lett Timmynek nagy foga.
Vlad nagypapa
Vlad nagypapa usztyikisztáni földműves, aki répákkal foglalkozik, ám egy napon elhatározta, hogy feleségével Gladys-sel megnyitják az első Dobozos Jak gyorsbüféláncot, amelyből igen nagy vagyonra tettek szert.
Gladys nagymama
Gladys nagymama az usztyikisztáni répaföldeken dolgozó Vlad nagypapa felesége, akivel együtt határozták el, hogy nyitnak egy gyorsbüféláncot.
Ebenézer Turner
Ebenézer Turner egy régi leszármazottja a családnak, még valamikor a késői középkorból. Megtudhatjuk azt is, hogy városi kikiáltó, ugyanis a vasútbáró (aki egy Telebuxa) helyett ezt választotta.
Tommy Turner
Tommy Turner egy varázsolt személyiség, aki Timmy kívánsága alapján jött létre. Egyetlen egy részben jelent meg és ő volt ideiglenesen Timmy bátyja.
Tammy Turner
Tammy Turner, aki egy jövőbeli személyiség, Timmy Turner lánya.
Tommy Turner
Tommy Turner, aki egy jövőbeli személyiség, Timmy Turner fia.
Blöki (Vári Attila)
Blöki egy hosszú "kálvária" után lett csak Timmy kutyája, ám azóta hűségesek egymáshoz. Blöki csak a 9. évadban jelenik meg, miután a karakter negatív visszhangot váltott ki a nézőkből.
Gertrude nagynéni
Turner papa testvére.
Csusszan
Csusszan egy óriáskígyó, akit Mr. Turner húzott le a vécén. Azóta a csatornába élte az életét.

## Timmy ellenségei
Vicky, a bébiszitter (Dögei Éva – KidsCo szinkron, Vadász Bea – Nickelodeon szinkron)
Vicky az egyik leggonoszabb teremtés a Földön. Kedvenc időtöltése Timmyt kínozni, és jó kislánynak álcázni magát mások előtt. Nincsenek barátai, de számára nem is kellenek. Ő a sorozat igazi fő gonosza, ugyanis nagyon ritkán voltak pozitív szerepei, és különösen fenyegetőnek és félelmetesnek számít a műsor világában.
Denzel Crocker (Fekete Zoltán – KidsCo szinkron; Kapácsy Miklós – Nickelodeon szinkron)
Crocker Timmy tanára, akinek mániája mindenkinek 1-est adni. Kiskorában neki is Cosmo és Wanda voltak a keresztszülei, de Cosmo egy nyilvános beszédben elárulta, hogy ők léteznek, így eltűntek. Crocker átka így az lett, hogy élete végéig szerencsétlen életet él. A többi ember egy varázsütésre elfelejtette a tündéri keresztszülőket, de Crocker nem. Élete végéig azt szerette volna bebizonyítani, hogy léteznek tündéri keresztszülők. Az utóbbi évadokban (hatodik évad-mostanáig) többször is segítette Timmyt és a tündéreket, illetve szimpatikusabb szereplővé vált, mint a korábbi évadokban (első öt évad). Az újabb részekben Crocker antihősnek is felfogható, hiszen több epizódban is keserű sorsú karakternek bizonyult, illetve jó párszor segítette a főhősöket is.
Francis (Baráth István – KidsCo szinkron)
Francis a legerősebb, legmacsóbb kölyök az iskolában. Imád ártatlan kölyköket verni, főleg Timmyt.
Remy Telibuxa
Néha jelenik meg a sorozatban. Igen gazdag, de mindezt saját tündérének, Juandissimonak köszönheti.
Úbirics (Kerekes József)
Úbirics a leggonoszabb antitündér és Csiribú ellentéte, aki mindig megpróbál keresztbe tenni Csiribúnak. Úbirics szülei Anti-Wanda és Anti-Cosmo, ám formája kocka alakú, míg a többi antitündéré a sima tündérekhez hasonló. Különlegességként megemlítendő, hogy Crockerhez hasonlóan később ő is több pozitív szerepet kapott, illetve az intelligenciája is csökkent.
Koboldok/Pixik
A koboldPixiesrádérek, viszont ők unalmasak, öltönyösek, komolyak és minden kívánságnál egy kérvényt kell náluk beadni. Több részben is meg szeretnék szerezni Tündérországot, élükön az FK-val.
Dark (Sötét) Lézer
Sötét LéFKgy, , a vezetőjükkel.z űrből érkezett idegen lény, aki bosszút esküdött miután Timmy Turner több, mint tizennégyszer elpusztította a Halálgolyóbist. Darth Vader paródiája. Van egy kedvenc "házikedvence", akit Flipsynek hívnak, ám ő csak egy játékkutyus. A tizedik évadban mindössze egy epizódban töltött be negatív szerepet, maradék megjelenéseiben pozitív szerepet töltött be, hasonlóan Crockerhez és Úbiricshoz.
Chatty
Chatty a világ legokosabb tündér telefonja volt, ám hála a Nevetés Előtti Múzeumnak sikerült őt örökre lekapcsolni, mielőtt Timmy-t teljesen a technika rabjává tette volna.

## Cosmo családja
Mama Cosma/Cosma Mama (Némedi Mari – Nickelodeon szinkron)
Wanda legnagyobb ellensége, akinek kedvenc időtöltése, hogy Wandát és Timmyt a háttérbe szorítsa fia elől.
Papa Cosma/Cosma Papa
A "Most kívánhatsz egyet" c. részben visszaemlékezésként megtudhatjuk, hogy Cosmo még kiskorában elpusztította egy varázslattal apukáját.
Schnozmo
Schnozmo, aki Cosmo testvére, egy viszonylag ellenszenves alak (főként Wanda számára), aki egy csomó hazugsággal etette meg testvérét.

## Wanda családja
Nagyapuci (Bácskai János – Nickelodeon szinkron)
Abban az epizódban láthatjuk, melynek címe: "Big Wanda- a keresztapa lánya". Nagyapucinak szemétvállalata van és komolyan veszi a cégét. Elsőre talán keményfiúnak néz ki, mégis nagyon szereti a lányát, valamint puhánysága onnan is látszik, hogy saját párnáját kabalaként hordozza magával, aki egy lófej, Nyihaha úrfi (ez egy utalás a klasszikus Keresztapa című filmre).
Blonda Fairywinkle
Wanda húga. Testvérével ellentétben egy sztár Tündériországban. Először a "Szőkéknek jobban megy" c. részben jelent meg. Később a "Big Wanda-A keresztapa lánya" c. részben jelenik meg, majd a "Tündéri Bálvány"-ban zsűri.
Wanda anyukája
Wanda anyukája. Egyetlen részben sem jelenik meg.
Fairywinkle nagypapa
Wanda nagypapája, Szintén nem láttuk eddig egy részben sem.
Nana Cadabra
Wanda nagymamája, aki viszont feltűnik egy részben.
Piero és Carmino nagybácsi
Wanda nagybátyja és egyben Nagyapuci testvérei.
Guido
Wanda unokatestvére.

## Más tündérek
Jorgen Von Nagykar/Strangle (Megyeri János – KidsCo szinkron, Sótonyi Gábor – Nickelodeon szinkron)
Jorgen a tündérek izompacsirta, önző vezére, aki határozott, ám odavan magáért. Akkor szokott megjelenni, mikor Timmy kívánságai valamilyen szabályba ütköznek.
Fogtündér
Jorgen felesége, aki már a Földön is roppant híres.
Április Bolondja
Egy fickó, aki azt hiszi magáról, hogy vicces, pedig ősrégi, másoknak gyakran fájdalmat okozó viccei vannak, erre Timmy is rájön az egyik részben.
Árnyéklények/Anti-Tündérek
A tündérek ellentétei, akik szabad szemmel nem láthatóak, csak egy különleges szemüveggel amit Timmy kap Cosmotól és Wandától a Jó öreg fekete mágia c. részben. Akkor jönnek el valakihez, ha repedésre lép, átmegy egy létra alatt, fekete macska megy előtte át stb., ilyenkor balszerencsét okoznak. Uralkodójuk Cosmo ellentéte: Anti-Cosmo, aki elég művelt és nagyon okos, a felesége Anti-Wanda, aki elég ronda, és ostoba. Először a már említett Jó öreg fekete mágia c. részben jelennek meg ami egy péntek 13-án játszódik, ekkor mutatkoznak be. Utána sokáig nem láthatóak a sorozatban, majd aztán A nagy terv c. részben jelennek meg újra. Később pedig mindegyik évadban feltűnnek kétszer-háromszor.
Juandissimo Magnifico (Rajkai Zoltán)
Ő egy spanyol tündér, néhányszor feltűnik a rajzfilmben. Először a "Tündéri Csend" c. részben jelent meg, de a keresztgyereke Remy elveszti mert Timmyvel fogadtak. Wanda exbarátja, de még mindig szerelmes belé. Állati formája először vadászgörény, később teknős lett (a "M.Ó.K.A. akadémia" című részben láthatjuk teknősként).
Cupido
Cupido a szerelem tündére, aki nyilaival bárkit képes szerelembe ejteni.
Dr. Rip Studwell
Dr. Rip Studwell egy beképzelt orvos, aki szintén orvost játszik a tévében. Nagyon felfigyel magára és mindig vigyáz a külsejére.
Binky
Binky egy fiatal optimista tündér, aki kevés részben tűnik fel, de akkor is inkább Jorgennel.
Miss Mágia
Miss Mágia a Varázsolj elemi iskola tanára ő tanítja azt az osztályt, amelybe Csirbú és Úbirics is jár.
Bob Glimmer
Bob Glimmer a tündérek egyik hírbemondója.
Harvey Homokember
Harvey Homokember egy igen érdekes tündér, ugyanis képes álomba meríteni bárkit.
Irving
Irving, egy nagyorrú tündér, aki Dwight tündére. Csak egy részben jelent meg.
Swizzle
Swizzle, aki egy emos tinire emlékeztet, Molly tündére. Utálja, ha valaki megérinti.
Tündérbikuc
Tündérbikuc egy kíváncsiskodó riporter, aki szétkürtöli Úbirics létezését és veszélybe sodorja az egész világot.
Mason
Mason egy ügyvéd, vagyis legalább egy ügyvédet parodizál. Imádja a szerencsejátékokat. Egy részben tűnt fel, a negyedik évad "Dzsinn csíny" című epizódjában. Angol neve Fairy Mason, ami utalás Perry Mason kitalált ügyvédre.
Stan
Stan egy víg tündér és egyben Sally tündére.

## Hírességek Dimmsdale-ben
Adam West
Adam West több részben is megjelenik, gyakran az Állkapcás Állat alakító színész, egy részben pedig a Macskaember. Általában szuperhősöket alakít, nagyon beképzelt de valójában jószívű is.
Polgármester
A Polgármester arról jellegzetes, hogy állandóan egy kecskét hordoz magával. Alacsony termetével és kevés eszével a történelem során mindig az ő ősei voltak Maflaville (Dimmsdale) polgármesterei.
III. Chip Skylark/Dalos Pacsirta Chip
A legsikeresebb zenész a környéken. Elsőként személyesen az "Én lyukas fogam" c. részben, majd később személyesen a "Találd meg a hangod!" c. részben találkozhatunk vele. Egyébként számos más részben is megjelenik CD-ken, hologramokon, plakátokon. A "Régi Szép Idők" c. részben kiderül, hogy ő a harmadik ilyen nevű énekes.
Chad Okostojás
Ő a dimmsdale-i hírek műsorvezetője, a híreket általában ő szokta bemondani, magasnak látszik, pedig roppant alacsony. A 80-as években még magas volt, amikor összement egy óriás radioaktív telefon sugárzásától.
Britney Britney
Britney Britney a világ szépe, egy híres énekes. Britney Spears paródiája.
Sylvester Calzone
Sylvester Calzone egy híres ember, aki csak is import kókuszdiót képes meginni. Sylvester Stallone paródiája.
Skip Sparkypants
Chip Skylark riválisa.
Arnold Schwarzengerman
Egy híres filmsztárt játszó színész. Arnold Schwarzenegger paródiája.
Miss Dimmsdale
Miss Dimmsdale a legszebb nő, aki elnyerte a legszebb nőnek járó díjat.

## Szuperhősök
Állkapcás Áll
Timmy ezért a szuperhősért rajong a legjobban, és mindig is hasonlított segédjére. Valójában is létezik, de általában képregényekben láthatjuk.
Macskaember (Catman)
A Macskaember ma már nyugdíjba vonult, és az őt alakító színész, Adam West tényleg azt hiszi magáról, hogy ő szuperhős. A magyar fordításban a "Macskandúr" nevet kapta, az újabb évadokban viszont az eredeti nevén, Catman-nek hívják. Batman paródiája, és egyben utalás az 1960-as évekbeli Batman sorozatra, amelyben Adam West játszotta Batmant. Catman karakterét korábban maga Adam West szinkronizálta (aki saját maga animált verzióját is alakította), a kilencedik évadtól kezdve viszont Jeff Bennett kölcsönzi a hangját.
Crash Nebula
Timmy második kedvence. AJ rajong érte a legjobban. Ő állítólag a galaxis megmentője, de személyesen még soha nem mutatta meg magát. A magyar fordításban ":Villám Csillagköd" a neve.

## Timmy ismerősei
Trixie Tang (Pekár Adrienn – KidsCo szinkron, Kántor Kitty – Nickelodeon szinkron)
Trixie a legszebb lány a suliban. Timmy szerelme, viszont számára elérhetetlen. A lány lenézi őt, és imádja ha bókolnak neki. Egyes epizódokban azonban ő maga is szerelmes Timmybe (főleg, ha barátai nincsenek a közelében).
Alan "AJ" Johnson (Heisz Krisztián – mindkét szinkron)
AJ a legokosabb gyerek az iskolában, Timmy egyik legjobb barátja. Imádja a tudományt és még így is mindig egyest kap Crockertől.
Chester McBadbat (Ungvári Gergő – KidsCo, Seszták Szabolcs – Nickelodeon szinkron)
Chester AJ-vel ellentétben nagyon szegény, apja egy zacskót hord a fején, és egy lerobbant lakókocsiban laknak. Ő is Timmy barátja.
Elmer (Berkes Bence/Dene Tamás)
Elmer ismertetőjele, hogy nagy pattanás van az arcán. Egy vesztes stréber, aki Tim barátja szeretne lenni, de mindig pórul jár. Elmer Timmy "tartalék barátjának" ("back-up friend") számít.
Sanjay
Sanjay Timmy második "tartalék barátja". Egy indiai kisfiú, akiről az egyik epizódban kiderült, hogy a könyvklub elnöke.
Tootie
Tootie szerelmes Timmybe. Fogszabályzós és nagy, díszes szemüveget visel. Vicky húga, mindent megtenne Timmyért, Timmy viszont kifejezetten undorodik tőle. Viszont a TV Filmekben Tootie Timmy barátnője. Timmy hullámzó kapcsolatban áll vele, néha ki is jelenti, hogy utálja és ellenségének tekinti, de később megszokta őt és elfogadja szerelmét. Tootie Vicky kishúga, ezáltal rendkívül sanyarú sorsú szereplőnek bizonyul. Egyes korai epizódokból kiderül, hogy Vicky ugyanannyira utálja Tootie-t, mint magát Timmy-t.
Veronica
Valamelyik részben Trixie legjobb barátnője, aki egyben azt is szeretné, hogyha ő lenne Trixie, valamelyik részben pedig egy szerencsétlen lány, akit Timmyvel együtt nevetnek ki a többiek.

## Űrlények
Mark Chang
Timmy űrlénybarátja, aki mindennapjaiban a suliban álcázza magát diákként. Azért menekült a Földre, hogy ne kelljen megházasodnia, ugyanis uralkodói örökös lenne szülőbolygóján, ezért szülei egy hasonlóan rangos lányhoz akarják hozzáadni, aki ugyan roppant szép, de nagyon gonosz is. Vickybe szerelmes.
Jeff és Erik
Mark legjobb barátai.
Grippulon király és Jippjurrulac királynő
Mark szülei.
Mandy
Elsőként a negyedik évadban tűnt fel, mint Mark Chang menyasszonya. Viszont mivelhogy a jugopotámiaiak számára a szép dolgok csúnyának számítanak (és Mandy gyönyörű), ezért Mark elmenekült tőle. Mandy azóta is Markot üldözte szerelmével. Másodszor és utoljára a Rejtvényfejtők részben jelenik meg, amelyben továbbra is Markot üldözi hogy vegye feleségül.

## Többi szereplő
Waxelplax igazgatónő
Az iskola kedves, duci, butácska igazgatónője. Régen Crockerrel járt, de mióta tündérmániája van, már nagyon megutálta.
Dinklebergék
Timmyék szomszédjai, akik Timmy apjának legfőbb ellenségei. Mindenben jobbak, mint a szomszéd, ami Timmy apját nagyon fel tudja dühíteni. Dinklebergék nem utálják Timmy-éket, csak Timmy apja gyűlöli őket, gazdagságuk miatt.
Crocker mama
Crocker anyukája, akivel Crocker együtt él. Rengeteg dologra allergiás, és sokszor nem ért egyet fiával (főleg ha a tündérek elfogásáról van szó). Crocker legtöbbször utálja az anyját de valójában nagyon szereti. Crocker mama fiát általában, csak Denzelnek szólítja.

## Tárgyak
Phillip
Phillip egy 5 centes, mely az Angyali keresztszülők több korábbi epizódjában is szerepel, mint Cosmo barátja/házikedvence/plüss"mackója". Az újabb évadokban viszont nem szerepel többet. Cosmo női pénzérmének tartja. Utolsó megjelenése az ötödik évadban volt, a "Hassle in the Castle" című epizódban.
Szabálykönyv (Da Rules)
A szabálykönyvben minden fontos tudnivaló a tündéreknek le van írva.
Ez egy hatalmas lila könyv (a Pilot epizódokban még sárga volt és állandóan ráesett Timmyre) és a felsőbb tündér bíróság szerkeszti, le van benne írva, hogy mit szabad és mit nem.
Varázspálca
A tündérek ezzel váltják valóra a kívánságokat.